# Magnus Kryński

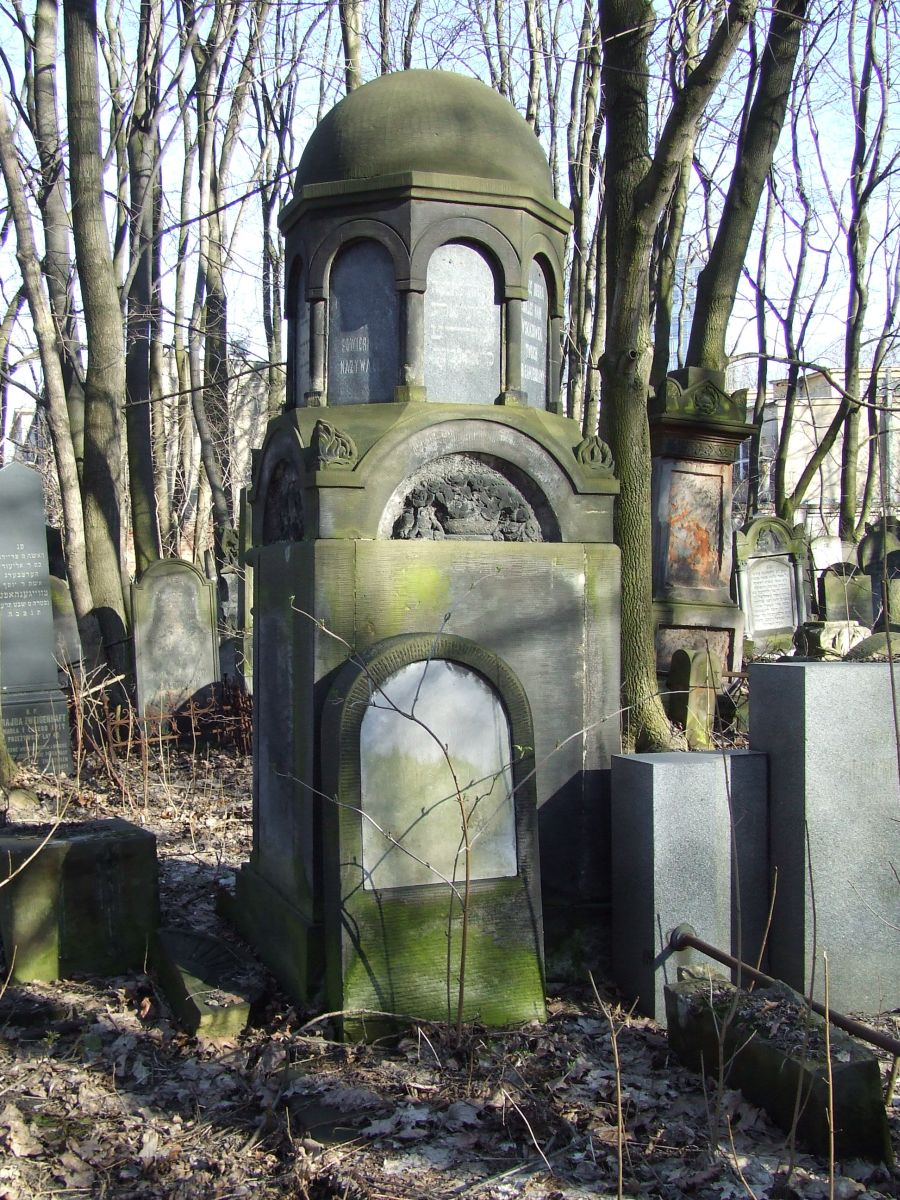
Grób Magnusa Kryńskiego na cmentarzu żydowskim w Warszawie

Magnus Kryński (ur. 1863 w Różanie, zm. 8 października 1916 w Warszawie) – polski publicysta, wydawca i pedagog żydowskiego pochodzenia.

## Życiorys
Uczył się w jesziwach do dziewiętnastego roku życia, a następnie podjął edukację ogólną. Pracował jako nauczyciel hebrajskiego w Kijowie, Białymstoku i Łodzi, gdzie otworzył czteroklasową szkołę dla chłopców. Od 1903 mieszkał w Warszawie. W 1908 założył tam pierwszą żydowską szkołę średnią z rosyjskim jako językiem wykładowym (później polskim). W 1909 założył gimnazjum o profilu matematyczno-przyrodniczym, które mieściło się przy ul. Miodowej 5. W założonej przez niego szkole językiem wykładowym był język polski, lecz uczono również języka hebrajskiego, a także historii Żydów. W okresie międzywojennym kierownictwo w szkole objął Michał Kryński. Absolwentami szkoły są m.in. Chone Szmeruk i Józef Hen.
Był autorem wielu podręczników do języka hebrajskiego, np. Reshit daat doczekał się 150 wydań. W latach 1907–1908 wydawał pierwszy ilustrowany tygodnik w języku jidysz Roman Cajtung. Współtworzył istniejącą w latach 1910–1939 gazetę Der Moment. W swoim hebrajskim wydawnictwie Haor miał dział jidysz „Bikher-far-ale” (Książki dla wszystkich) i pod tym szyldem opublikował serię książek Szolema Alejchema, prace Avroma Reyzena, Dovida Kasela, dr. A. Kapela, B. Kaplana i innych.
Magnus Kryński był ojcem Michała (z wykształcenia chemika) i dziadkiem Magnusa Jana Kryńskiego (1922–1989), profesora slawistyki i tłumacza polskiej poezji.
Zmarł w Warszawie, pochowany w alei głównej cmentarza żydowskiego przy ulicy Okopowej w Warszawie (sektor 64a-2-12). Autorem jego nagrobka jest Abraham Ostrzega.